# 飛内将大
飛内 将大（とびない まさひろ、1985年1月25日 - ）は、日本の作曲家、編曲家、音楽プロデューサー、ギタリスト。青森県むつ市出身。agehasprings所属。血液型はO型。別名義にmasamusicがある。妻は歌手のAimer。

## 略歴
3歳頃から実家にあったオルガンを弾きながらラジカセに録音して遊ぶようになり、小学校6年生頃から作曲を始める。青森県立田名部高等学校を卒業後、洗足学園音楽大学に進学。19歳頃からトラックメイカー、リミキサーとしてコンピレーション・アルバムへの参加やアレンジなどのキャリアをスタート。
ギターに始まり、キーボード、DJ、ドラム、デジタル・オーディオ・ワークステーションなど様々な遍歴からエレクトロやハウス系をはじめとしたエレクトロニック・ダンス・ミュージックにバンドサウンドを織り交ぜたサウンドを独自の手法で創り上げ、ポップス、ロック、ブラックミュージックなど、様々なジャンルのサウンドにも対応出来るオールラウンダーである。
YUKI、元気ロケッツ、Aimer、ゴスペラーズなどのアーティストへの楽曲提供、アレンジを行う。SONYグループのブランドメッセージである“make.believe”の表すスピリットからインスピレーションを得て誕生した元気ロケッツの「make.believe」では、玉井健二との共作で作曲・編曲を務めている。近年はTV-CMや映像コンテンツなどの制作活動も精力的に行っている。
2023年1月1日、歌手のAimerとの結婚を報告。

## 参加作品
| 発売日                                        | 曲名                                                             | 収録された作品                                                     |                          |
| 2005年9月7日                                  | D sire                                                           | SARINA「SARINA E.P.」                                              | 編曲                     |
| 2005年9月21日                                 | TRUTH (Version '05 〜 Let Us All Go To The Untruthful World Mix) | VA『Grandprix』                                                    | remix                    |
| 2006年3月1日                                  | kapiolani (masamusic [A special day] mix)                        | VA『Re:ally?』                                                     | remix                    |
| 2006年3月1日                                  | Takarajima (masamusic [Awak Uru Fiek] mix)                       | VA『Re:ally?』                                                     | remix                    |
| 2008年2月20日                                 | Wish                                                             | 伊藤由奈『WISH』                                                   | 作曲・編曲               |
| 2008年2月27日                                 | 天下無敵のエクササイズ                                           | 藤崎マーケット「天下無敵のエクササイズ」                           | 編曲                     |
| 2008年7月2日                                  | Smile                                                            | 元気ロケッツ『元気ロケッツ I -Heavenly Star-』                     | 編曲                     |
| 2008年7月2日                                  | I Will                                                           | 元気ロケッツ『元気ロケッツ I -Heavenly Star-』                     | 作曲・編曲               |
| 2008年7月2日                                  | Never Ever                                                       | 元気ロケッツ『元気ロケッツ I -Heavenly Star-』                     | 作曲・編曲               |
| 2008年7月16日                                 | Video killed the radio star                                      | VA『Child's Fantastic Moment』                                     | 編曲                     |
| 2008年9月10日                                 | Local Train                                                      | immi「Switch」                                                     | プログラミング           |
| 2008年10月1日                                 | ロビンソン                                                       | VA『Child's Fantastic Moment2』                                    | 編曲                     |
| 2009年4月4日                                  | Life is beautiful                                                | Tomato n' Pine「Life is beautiful/goose step remix」               | remix                    |
| 2009年4月8日                                  | Life                                                             | KG「With You」                                                     | 作曲・プログラミング     |
| 2009年5月2日                                  | Can't Take My Eyes Off Of You                                    | VA『Child's Fantastic Moment3』                                    | 編曲                     |
| 2009年5月27日                                 | ラヴ・ノーツ                                                     | ゴスペラーズ「ラヴ・ノーツ」                                       | 編曲                     |
| 2010年2月24日                                 | 結界IN MY BED                                                    | CHiAKi KURiYAMA「流星のナミダ」                                    | 編曲                     |
| 2010年4月21日                                 | NAMIDA 〜ココロアバイテ〜                                        | ゼブラクイーン「NAMIDA〜ココロアバイテ〜」                         | 編曲                     |
| 2010年4月21日                                 | ゼブラクイーンのテーマ                                           | ゼブラクイーン「NAMIDA〜ココロアバイテ〜」                         | 作曲・編曲               |
| 2010年7月7日                                  | You Make A Magic feat. Ami Suzuki                                | YUMMY「D.I.S.K」                                                   | 作曲                     |
| 2010年8月4日                                  | We are Friends                                                   | 5 SHIP (HOUSE NATION Dancers)「We are Friends」                    | 作曲                     |
| 2010年9月15日                                 | エクスプレス                                                     | nangi「アイノカタチ。」                                            | 編曲                     |
| 2010年9月15日                                 | 愛をウタウ時                                                     | nangi「アイノカタチ。」                                            | 編曲                     |
| 2010年9月15日                                 | 未完成の空                                                       | nangi「アイノカタチ。」                                            | 編曲                     |
| 2010年9月15日                                 | 本当はみんな                                                     | nangi「アイノカタチ。」                                            | 編曲                     |
| 2010年9月15日                                 | 2人のストーリー                                                  | YUKI「2人のストーリー」                                            | 作曲                     |
| 2010年12月22日                                | make.believe                                                     | 元気ロケッツ「make.believe” 3D Music Clips e.p.」                  | 作曲・編曲               |
| 2011年1月26日                                 | 月面軟着陸                                                       | 栗山千明「コールドフィンガーガール」                               | 作曲                     |
| 2011年4月6日                                  | Wild Ladies                                                      | YUKI「ひみつ」                                                     | 作曲                     |
| 2011年5月18日                                 | フィロソフィア                                                   | 柴咲コウ『CIRCLE CYCLE』                                           | 編曲                     |
| 2011年6月29日                                 | Curiosity                                                        | 元気ロケッツ「Curiosity”3D Music Clips e.p.」                      | 編曲                     |
| 2011年6月29日                                 | StarLine -GRHN Mix-                                              | 元気ロケッツ「Curiosity”3D Music Clips e.p.」                      | 編曲                     |
| 2011年8月10日                                 | 夢ノカケラ… (Tomato n' Pine)                                     | VA『ZONEトリビュート 〜君がくれたもの〜』                          | 編曲                     |
| 2011年8月10日                                 | 一雫（やなぎなぎ）                                               | VA『ZONEトリビュート 〜君がくれたもの〜』                          | 編曲                     |
| 2011年8月17日                                 | 旅立ちトランスファー -Supersonic Hydro Guitar Remix-             | Tomato n' Pine「なないろ☆ナミダ」                                  | remix                    |
| 2011年8月24日                                 | 揺れるスカート                                                   | YUKI『megaphonic』                                                 | 作曲                     |
| 2011年9月7日                                  | 六等星の夜                                                       | Aimer「六等星の夜/悲しみはオーロラに/TWINKLE TWINKLE LITTLE STAR」 | 作曲・編曲               |
| 2011年9月7日                                  | 悲しみはオーロラに                                               | Aimer「六等星の夜/悲しみはオーロラに/TWINKLE TWINKLE LITTLE STAR」 | 作曲・編曲               |
| 2011年9月7日                                  | TWINKLE TWINKLE LITTLE STAR                                      | Aimer「六等星の夜/悲しみはオーロラに/TWINKLE TWINKLE LITTLE STAR」 | 編曲                     |
| 2011年9月7日                                  | Touch me                                                         | GENKI ROCKETS『GENKI ROCKETS II -No border between us-』           | 編曲                     |
| 2011年9月7日                                  | fluffy                                                           | GENKI ROCKETS『GENKI ROCKETS II -No border between us-』           | 作曲・編曲               |
| 2011年9月7日                                  | Reaching for the stars                                           | GENKI ROCKETS『GENKI ROCKETS II -No border between us-』           | 編曲                     |
| 2011年12月14日                                | 寂しくて眠れない夜は                                             | Aimer「Re:pray/寂しくて眠れない夜は」                              | 作曲・編曲               |
| 2012年2月22日                                 | 冬のダイヤモンド                                                 | Aimer「雪の降る街/冬のダイヤモンド」                               | 作曲・編曲               |
| 2012年2月26日                                 | concent                                                          | やなぎなぎ「ビードロ模様」                                         | 編曲                     |
| 2012年6月6日                                  | halo effect                                                      | やなぎなぎ「Ambivalentidea」                                       | 作曲・編曲               |
| 2012年6月26日                                 | Baby Blossom                                                     | fumika「隣にいたかった feat. WISE」                                | 作曲・編曲               |
| 2012年8月1日                                  | そして寝る間もなくソリチュード                                   | Tomato n' Pine『PS4U』                                             | 編曲                     |
| 2012年8月8日                                  | Crystal fall                                                     | 元気ロケッツ『Genki Rockets II-No border between us-Repackage』    | 作曲・編曲               |
| 2012年8月8日                                  | Star Line (GRHN Mix)                                             | 元気ロケッツ『Genki Rockets II-No border between us-Repackage』    | Remix                    |
| 2012年8月15日                                 | 星屑ビーナス                                                     | Aimer「あなたに出会わなければ 〜夏雪冬花〜/星屑ビーナス」          | 作曲・編曲               |
| 2012年8月29日                                 | No more                                                          | CNBLUE「CODE NAME BLUE」                                           | 編曲                     |
| 2012年9月12日                                 | I sing for U                                                     | 上村昌也『17 -SEVENTEEN-』                                         | 作曲                     |
| 2012年9月12日                                 | Superstar                                                        | fumika「その声消えないよ feat. Sunya」                             | 作曲                     |
| 2012年10月3日                                 | TWINKLE TWINKLE LITTLE STAR -prologue-                           | Aimer『Sleepless Nights』                                          | 編曲                     |
| 2012年10月3日                                 | 夜行列車 ～nothing to lose～                                     | Aimer『Sleepless Nights』                                          | 作曲・編曲               |
| 2012年10月3日                                 | 悲しみはオーロラに (Restarred by Takagi Masakatsu)               | Aimer『Sleepless Nights』                                          | 作曲                     |
| 2012年10月3日                                 | 冬のダイヤモンド (Re-echoed by Genki Rockets)                    | Aimer『Sleepless Nights』                                          | 作曲                     |
| 2012年11月7日                                 | 時を越えて                                                       | fumika「海風のブレイブ」                                           | 作曲                     |
| 2012年12月19日                                | Coffee                                                           | 木村カエラ『Sync』                                                 | 編曲・プロデュース       |
| 2013年2月6日                                  | colorful                                                         | 9nine「colorful」                                                  | 編曲                     |
| 2013年2月6日                                  | Chage the world                                                  | fumika『POP SISTER』                                               | 作曲・編曲               |
| 2013年3月13日                                 | One Kiss                                                         | 9nine『CUE』                                                       | 編曲                     |
| 2013年3月20日                                 | 星の消えた夜に                                                   | Aimer「RE:I AM EP」                                                | 作曲・編曲               |
| 2013年3月20日                                 | 今日から思い出                                                   | Aimer「RE:I AM EP」                                                | 作曲・編曲               |
| 2013年3月27日                                 | TWINKLE                                                          | AMOYAMO「LIVE/MAGIC（期間生産限定盤）」                            | 編曲                     |
| 2013年5月22日                                 | MISSING YOU                                                      | 中島美嘉「愛詞」                                                   | 編曲                     |
| 2013年7月3日                                  | concent                                                          | やなぎなぎ「エウアル」                                             | 編曲                     |
| 2013年7月3日                                  | helvetica                                                        | やなぎなぎ「エウアル」                                             | 編曲                     |
| 2013年8月14日                                 | 眠りの森                                                         | Aimer「眠りの森」                                                  | 作曲・編曲               |
| 2013年9月4日                                  | まもりたい ～magic of a touch～                                  | クリス・ハート『Heart Song-Special Edition-』                      | 作曲・編曲               |
| 2014年2月5日                                  | Fantasize*                                                       | Yun*chi 『Asterisk*』                                              | 作曲・編曲               |
| 2014年10月22日                                | Wonderful Wonder World*                                          | Yun*chi 『Wonderful Wonder World*』                                | 作曲・編曲               |
| 2015年7月22日                                 | Stamp!                                                           | SCANDAL「Stamp!」                                                  | 共同編曲・プログラミング |
| 2015年9月9日                                  | gomenne*                                                         | Yun*chi 『Pixie Dust*』                                            | 作曲・編曲               |
| 2016年5月11日                                 | スピカ                                                           | Aimer「ninelie」                                                   | 作曲・編曲               |
| 2016年6月15日                                 | [Colorful World                                                  | 仮谷せいら「Colorful World」                                       | 作曲                     |
| 2017年2月1日                                  | さよならバイスタンダー                                           | YUKI「さよならバイスタンダー」                                     | 作曲                     |
| 2018年2月21日                                 | Ref:rain                                                         | Aimer「Ref:rain/眩いばかり」                                       | 作曲                     |
| 2018年9月26日                                 | 輝いて 〜My dream goes on〜                                      | 田村芽実「輝いて 〜My dream goes on〜」                            | 編曲・プロデュース       |
| 2018年12月26日                                | 魔法をあげるよ 〜Magic In The Air〜                              | 田村芽実「魔法をあげるよ 〜Magic In The Air〜」                    | 作曲・編曲・プロデュース |
| 2020年4月8日                                  | 誓約                                                             | 田村芽実『無花果』                                                 | 作曲・編曲・プロデュース |
| 2020年4月8日                                  | 肌という嘘                                                       | 田村芽実『無花果』                                                 | 作曲・編曲・プロデュース |
| 2020年9月9日                                  | SPARK-AGAIN                                                      | Aimer「SPARK-AGAIN」                                               | 作曲・編曲               |
| 2022年1月12日                                 | 残響散歌                                                         | Aimer「残響散歌/朝が来る」                                         | 作曲・編曲               |
| 2023年1月1日                                  | ココロ、オドルほうで。                                           | meiyo「ココロ、オドルほうで。」                                    | 作曲・編曲               |
| 2023年5月29日                                 | 名もなき何もかも                                                 | トゲナシトゲアリ「名もなき何もかも」                               | 作曲                     |
| 2024年1月24日（先行配信） 2024年2月28日（CD） | ポンポポポン                                                     | 中田花奈 feat. ぽんのみちオールスターズ『ポンポポポン』            | 作曲・編曲               |